# Крекінг-установка у Джубайлі (SEPC)
Крекінг-установка у Джубайлі (SEPC) — нафтохімічне виробництво у центрі нафтопереробної та нафтохімічної промисловості Саудівської Аравії Джубайлі, яке належить Saudi Ethylene and Polyethylene Company.
У 2008 році місцеві компанії Tasnee та Sahara Petrochemical (разом володіють 75 % участі в проекті) та іноземний інвестор LyondellBasell (25 %) ввели в експлуатацію установку парового крекінгу потужністю 1 млн тонн етилену та 280 тисяч тонн пропілену на рік. 
Як сировинe використовують пропан (40 тисяч барелів на добу) та етан (1,56 млн м3 на добу). Зріджені вуглеводневі гази надходять до Джубайлю по етанопроводу Джуайма/Беррі – Джубайль, пропанопроводу Джуайма – Джубайль та введеній в дію наприкінці 2010-х багатонитковій системі Васіт – Джубайль (як етан, так і пропан). В подальшому етан та пропан зможуть надходити по багатонитковим системам Танаджиб – Джубайль (з середини 2020-х) та Ріяс – Джубайль (з другої половини 2020-х).
Отриманий на установці етилен призначений для продукування поліетилену високої та низької щільності (по 400 тисяч тонн на рік), крім того, він подається на завод мономеру вінілацетату потужністю 330 тисяч тонн, який належить Sipchem Chemicals Company.
Пропілен споживає для полімеризації в поліпропілен заводом Saudi Polyolefins Company (спільне підприємство Tasnee та LyondellBasell).